# HD 90508
HD 90508，又名BD+49 1961，SAO 43351、HR 4098，是一颗恒星，视星等为6.44，位于銀經165.08，銀緯54.91，其B1900.0坐标为赤經10h 21m 53.6s，赤緯+49° 54.91′ 8″。